# Drosera moorei
Drosera moorei es una especie de planta perenne trepadora y tuberosa del género de plantas carnívoras Drosera. Es endémica de Western Australia y crece cerca de los afloramientos de granito en suelo de arena. 

## Descripción
Produce pequeñas hojas circulares, peltadas y carnívoras a lo largo de los tallos glabros que pueden alcanzar los 12 a 35 cm  de largo. Las inflorescencias tienen de 2 a 10 flores amarillas que florecen de septiembre a octubre.

## Taxonomía
Fue descrita por primera vez como una variedad de D. subhirtella por Ludwig Diels en 1906 en su monografía sobre la familia Droseraceae. En 1982, N.G.Marchant cambió la variedad a  subespecie y allí el taxón se mantuvo hasta que Allen Lowrie la elevó al rango de especie en 1999. Fue publicado en Nuytsia 13: 80. 1999.
Etimología
Drosera: tanto su nombre científico –derivado del griego δρόσος (drosos): "rocío, gotas de rocío"– como el nombre vulgar –rocío del sol, que deriva del latín ros solis: "rocío del sol"– hacen referencia a las brillantes gotas de mucílago que aparecen en el extremo de cada hoja, y que recuerdan al rocío de la mañana.
moorei fue nombrado en honor de Spencer Le Marchant Moore, quien trabajó para el Departamento de Botánica en el Museo Británico y la recogió en el oeste de Australia.